# Heun-Verfahren
Das Heun-Verfahren, benannt nach Karl Heun, ist ein einfaches Verfahren zur  numerischen Lösung von  Anfangswertaufgaben. 
Es ist ein Einschrittverfahren und  ist ein Beispiel für ein zweistufiges explizites Runge-Kutta-Verfahren.
Im Gegensatz zum  expliziten Euler-Verfahren erfolgt die Näherung über ein Trapez und nicht über ein Rechteck.

## Verfahren
Zur numerischen Lösung des Anfangswertproblems
{\displaystyle y'=f(t,y),\quad \quad y(t_{0})=y_{0}}
für eine gewöhnliche Differentialgleichung mit dem Verfahren von Heun wähle man eine Diskretisierungsschrittweite
{\displaystyle h>0}, betrachte die diskreten Zeitpunkte
{\displaystyle t_{k}=t_{0}+kh,\quad \quad k=0,1,2,\dots }
und berechne zunächst analog zum expliziten Euler-Verfahren
{\displaystyle y_{k+1}^{[P]}=y_{k}+hf(t_{k},y_{k})\quad ,\quad k=0,1,2,\dots }
und dann 
{\displaystyle y_{k+1}=y_{k}+{\frac {1}{2}}h(f(t_{k},y_{k})+f(t_{k+1},y_{k+1}^{[P]}))\quad ,\quad k=0,1,2,\dots }
was sich umformen lässt zu
{\displaystyle y_{k+1}={\frac {1}{2}}y_{k}+{\frac {1}{2}}(y_{k+1}^{[P]}+hf(t_{k+1},y_{k+1}^{[P]}))\quad ,\quad k=0,1,2,\dots }
Die {\displaystyle y_{k}} sind die Näherungswerte der tatsächlichen Lösungsfunktion {\displaystyle y(t)} zu den Zeitpunkten {\displaystyle t_{k}}.
Mit {\displaystyle h} wird die Schrittweite bezeichnet. Verkleinert man diese, so wird der Verfahrensfehler kleiner (sprich: die {\displaystyle y_{k}} liegen näher am tatsächlichen Funktionswert {\displaystyle y(t_{k})}). Der globale Fehler des Verfahrens von Heun geht mit {\displaystyle h^{2}} gegen null; man spricht auch von Konvergenzordnung 2.

## Ähnliche Einschrittverfahren
- Explizites Euler-Verfahren (Eulersches Polygonzugverfahren)
- Implizites Euler-Verfahren
- Runge-Kutta-Verfahren
- Klassisches Runge-Kutta-Verfahren